# Castello di Alnwick
Il castello di Alnwick è un castello che si presenta come il secondo più grande castello abitato dell'Inghilterra, è stato costruito nel 1096 da Yves de Vescy, barone di Alnwick.
Fu restaurato nei primi anni del Trecento a opera di Percy di Alnwick di cui restano la Abbot's Tower, il Medio e il Gateway Constable's Tower.
Il castello di Alnwick è stato usato per ambientare il castello di Hogwarts nella saga cinematografica di Harry Potter e una dimora di caccia nella puntata 9 della quinta stagione di Downton Abbey.

## Storia
Yves de Vescy, barone di Alnwick, eresse la prima parte del castello nel 1096. Esso venne costruito per difendere i confini inglesi a nord, prevenendo le invasioni degli scozzesi. Esso venne assediato nel 1172 e nuovamente nel 1174 da Guglielmo "il Leone" di Scozia, ma lo stesso sovrano scozzese venne catturato appena fuori le mura del castello durante la Battaglia di Alnwick. Nel 1309 il castello venne venduto da Anthony Bek, vescovo di Durham a Henry de Percy, I barone Percy e divenne quindi proprietà della famiglia Percy, conti e poi duchi di Northumberland che attualmente ne sono proprietari. Il primo lord Percy di Alnwick restaurò il castello e la Abbot's Tower, il Middle Gateway e la Constable's Tower che sopravvivono sino ai nostri giorni. Nel 1404-1405 i Percy si ribellarono a re Enrico IV, che assediò e prese il castello.
Durante la Guerra delle due rose il castello fu di proprietà di Edoardo IV d'Inghilterra sino alla sua resa verso la metà del settembre 1461 dopo la Battaglia di Towton, divenendo oggetto di nuove contese nel percorso della guerra.

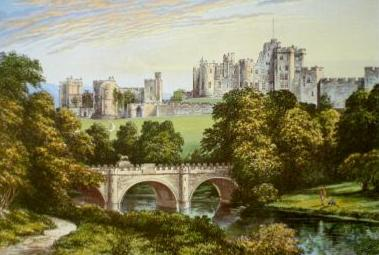
Il castello di Alnwick in una cromolitografia di Alexander Francis Lydon, 1870

Dal maggio del 1463 Alnwick passò nelle mani dei Lancaster per la terza volta. Dopo il trionfo di Montagu nelle battaglie di Hedgeley Moor ed Hexham nel 1464, Warwick giunse a Alnwick il 23 giugno ed ottenne la resa del castello il giorno successivo.
Henry Percy, VI conte di Northumberland apportò altri restauri al castello nel corso del XVI secolo. Nella seconda metà del XVIII secolo Robert Adam apportò altre alterazioni alla struttura: gli interni vennero largamente goticizzati sul modello di altri castelli inglesi, uno stile non del tutto tipico per Adam che era abituato a lavorare sullo stile neoclassico. Ad ogni modo, nel XIX secolo, Algernon Percy, IV duca di Northumberland rimpiazzò molti di questi interni con arredamenti meno sontuosi disegnati da Anthony Salvin. Ad ogni modo ancora oggi si può ammirare gran parte del lavoro fatto da Adam che rimane nelle sale principali, alcune delle quali sono state decorate in stile italiano durante l'Epoca vittoriana da Luigi Canina.

### Uso attuale
Dalla seconda guerra mondiale parti del castello sono state adibite ad accogliere strutture scolastiche: dal 1945 al 1975 qui ha funzionato la Newcastle Church High School for Girls per poi essere usato sino al 1981 dal St. Cloud State University.
Nelle torri perimetrali del castello si tengono diverse mostre patrocinate dal duca di Northumberland in particolare relative al suo interesse nell'archeologia e negli affreschi di Pompei, dei reperti dell'antico Egitto e della cultura romano-britannica. La Constable's Tower viene utilizzata per ricostruzioni storiche che si tengono occasionalmente a riprendere il tentativo di invasione di Napoleone Bonaparte dell'Inghilterra. La Abbot's Tower accoglie il Northumberland Fusiliers Museum.
Il castello è stato utilizzato negli interni e negli esterni per dare le scene al Castello di Hogwarts nei film di Harry Potter.
Il castello è aperto al pubblico nel periodo estivo ed è la residenza ufficiale dei duchi di Northumberland.

## Costruzione

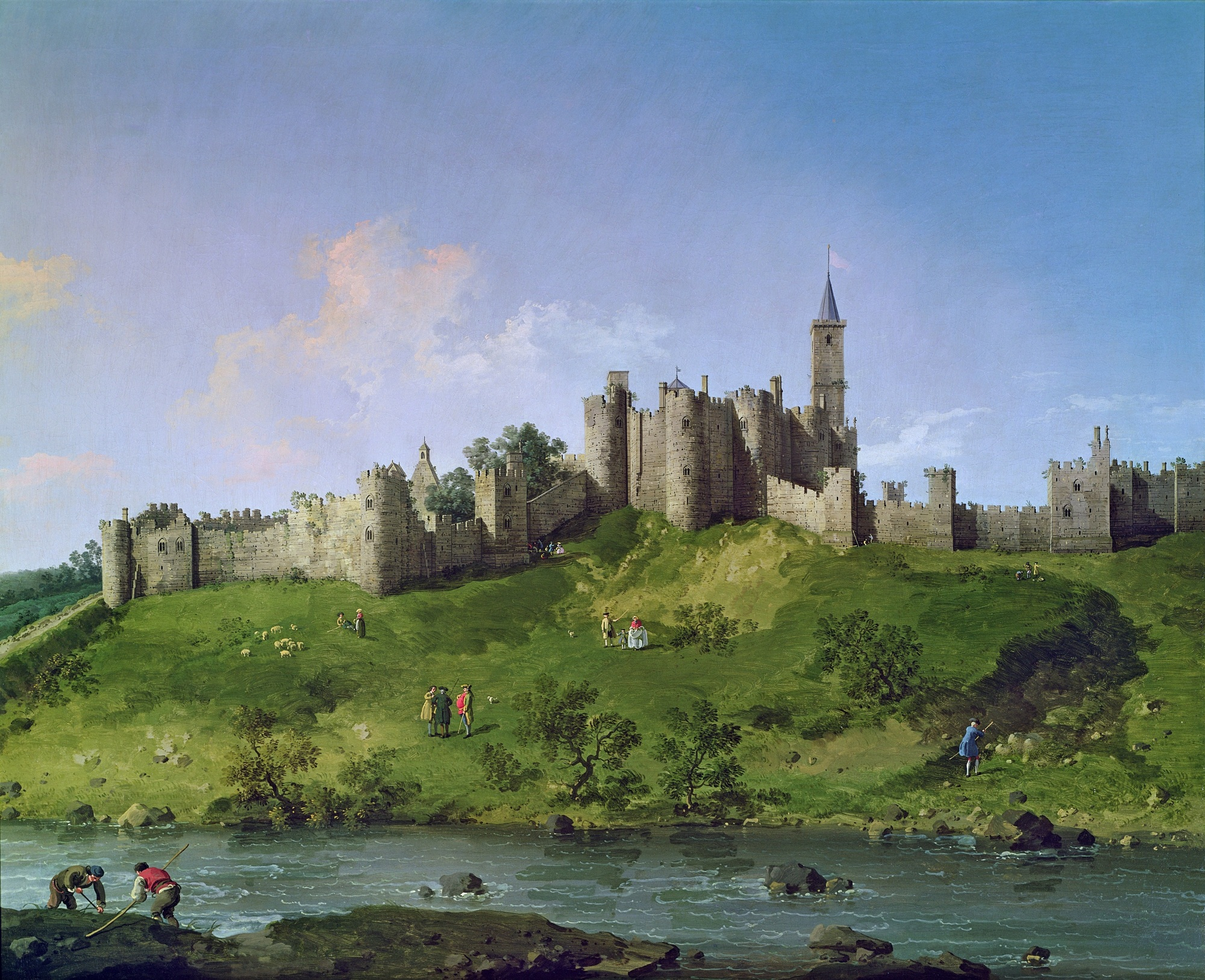
Il castello di Alnwick in un dipinto del Canaletto, circa 1750

Il castello è composto di due principali costruzioni ad anello. L'anello interno si articola intorno ad un piccolo cortile e contiene le sale principali del castello. Questa struttura è al centro di un grande Motte e bailey. Dal momento che il blocco centrale non era abbastanza grande per contenere tutte le stanze richieste nei secoli successivi, vennero costruite nuove stanze presso l'area sud che sono state collegate con le strutture preesistenti. Vi sono delle torri a intervalli regolari attorno alle mura del cerchio perimetrale esterno. Un sesto delle mura sono state atterrate il che fornisce attualmente una spaziosa vista sul grande parco retrostante.
Il castello di Alnwick Castle dispone di due parchi. Immediatamente a nord del castello si trova un parco relativamente piccolo attraversato dal fiume Aln che venne disegnato da Lancelot Brown e da Thomas Call nel XVIII secolo; localmente è conosciuto col nome di The Pastures. Nei pressi di questo parco si trova il grande parco detto Hulne Park, che contiene tra l'altro le rovine del Priorato di Hulne.

## Alnwick Garden

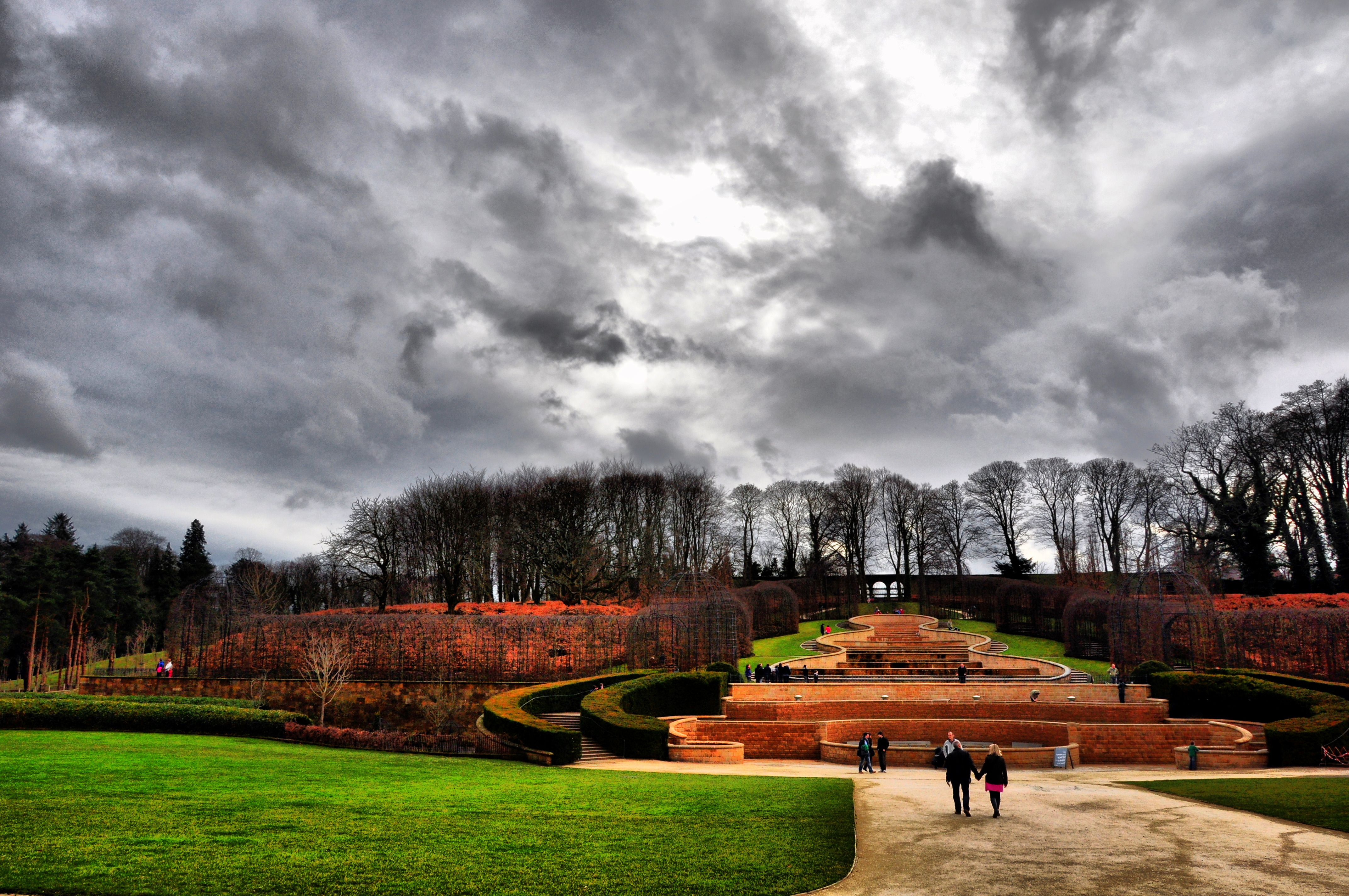
Il giardino nel periodo invernale

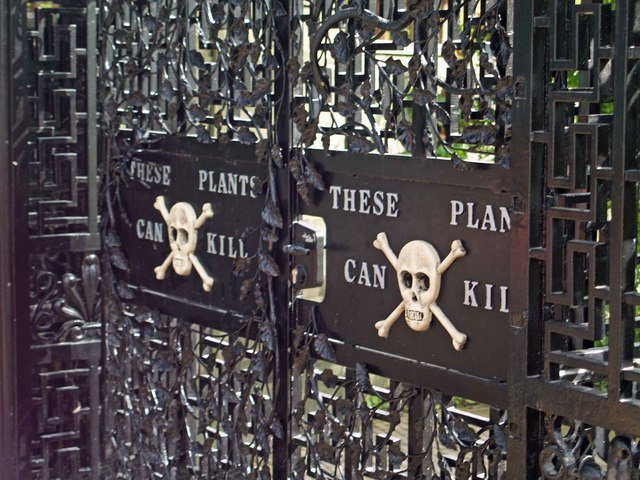
L'ingresso del Poison garden

Adiacente al castello, l'attuale duchessa di Northumberland, Jane, ha fondato l'Alnwick Garden, un giardino articolato attorno ad una fontana a cascata. La prima parte dello sviluppo di quest'area del parco è stata aperta nell'ottobre del 2001, iniziando dalla creazione della fontana e dalla piantagione delle prime piante. Nel 2004 è stata aggiunta una grande serra di circa 560 metri quadrati che include anche un caffè e si distingue come la più grande serra al mondo.
Il parco è aperto al pubblico assieme al castello e dall'anno del suo completamento nel 2004 è il terzo parco più visitato in Inghilterra con quasi mezzo milione di turisti all'anno.

### Giardino dei veleni
All'interno di Alnwick Garden si trova il «Giardino dei veleni» (Poison garden) un giardino con le piante tra le più tossiche e velenose del pianeta, voluto nel 2005 dalla duchessa Jane che voleva un giardino diverso da tutti gli altri.
Tra le varie specie si trovano: Strychnos nux-vomica (fonte della stricnina), Conium maculatum (cicuta maggiore), Ricinus communis (fonte dell'innocuo olio di ricino ma anche della mortale ricina), Digitalis, Atropa belladonna (conosciuta con il nome di belladonna), Brugmansia e Laburnum.
Lo scopo del Giardino dei veleni comprende anche l'educazione sulle droghe, con coltivazioni di canapa, coca e papavero da oppio.